# 2,2-Dichlor-1,1,1-trifluorethan
2,2-Dichlor-1,1,1-trifluorethan ist eine chemische Verbindung aus der Gruppe der gesättigten Halogenkohlenwasserstoffe. Es ist isomer zu 1,2-Dichlor-1,1,2-trifluorethan (R-123a) und 1,1-Dichlor-1,2,2-trifluorethan (R-123b).

## Gewinnung und Darstellung
2,2-Dichlor-1,1,1-trifluorethan kann durch Umsetzung von Tetrachlorethen mit Fluorwasserstoff in der Gasphase hergestellt. Dies ist eine exotherme Reaktion und benötigt einen Katalysator:
{\displaystyle \mathrm {Cl_{2}C{=}CCl_{2}+3\ HF\longrightarrow \ Cl_{2}CH{-}CF_{3}\ +2\ HCl} }

## Eigenschaften
2,2-Dichlor-1,1,1-trifluorethan ist eine nicht brennbare, farblose Flüssigkeit mit schwach etherischem Geruch, die schwer löslich in Wasser ist. Sie hat eine kritische Temperatur von 185 °C, einen kritischen Druck von 37,9 bar, ein Treibhauspotenzial von 96 und ein Ozonabbaupotenzial von 0,02.

## Verwendung
2,2-Dichlor-1,1,1-trifluorethan wurde lange Zeit als Ersatz der Kältemittels CFC-11 in gewerblichen Kühl- und Klimaanlagen verwendet. Seit 2004 ist seine Verwendung in neuen Anlagen und seit 1. Januar 2015 vollständig (bis auf Spezialanwendungen) aufgrund des Montreal-Protokolls verboten. Dies ist in der Verordnung (EG) Nr. 2037/2000 des Europäischen Parlaments und des Rates vom 29. Juni 2000 geregelt.